# Station Cantin
Station Cantin is een spoorwegstation in de Franse gemeente Cantin.